# Cedar Rapids Roughriders
Cedar Rapids Roughriders är ett amerikanskt juniorishockeylag som har spelat i United States Hockey League (USHL) sedan 1999. Laget grundades dock redan 1983 som North Iowa Huskies och var baserat i Mason City i Iowa. Roughriders spelar sina hemmamatcher i Cedar Rapids Ice Arena, som har en publikkapacitet på 4 000 åskådare, i Cedar Rapids i Iowa.
Laget har vunnit tre Anderson Cup, som delas ut till det lag som vinner USHL:s grundserie, för säsongerna 2004–2005, 2010–2011 och 2015–2016 och en Clark Cup, som delas ut till det lag som vinner USHL:s slutspel, för säsongen 2004–2005.
De har fostrat spelare som bland andra Justin Abdelkader, Richard Bachman, Ross Colton, Tony DeAngelo, Alec Martinez, David Moss, Andrew Poturalski, Ivan Provorov, Teddy Purcell, Alex Stalock, Chris Wideman och Tommy Wingels.